# Beltrami (Minnesota)
Beltrami es una ciudad ubicada en el condado de Polk en el estado estadounidense de Minnesota. En el Censo de 2010 tenía una población de 107 habitantes y una densidad poblacional de 20,7 personas por km².

## Geografía
Beltrami se encuentra ubicada en las coordenadas 47°32′33″N 96°31′37″O / 47.54250, -96.52694. Según la Oficina del Censo de los Estados Unidos, Beltrami tiene una superficie total de 5.17 km², de la cual 5.17 km² corresponden a tierra firme y (0%) 0 km² es agua.

## Demografía
Según el censo de 2010, había 107 personas residiendo en Beltrami. La densidad de población era de 20,7 hab./km². De los 107 habitantes, Beltrami estaba compuesto por el 100% blancos, el 0% eran afroamericanos, el 0% eran amerindios, el 0% eran asiáticos, el 0% eran isleños del Pacífico, el 0% eran de otras razas y el 0% pertenecían a dos o más razas. Del total de la población el 0% eran hispanos o latinos de cualquier raza.